# Comuna Mejîliska, Narodîci
Mejîliska (în ucraineană Межиліська сільська рада) este o comună în raionul Narodîci, regiunea Jîtomîr, Ucraina, formată din satele Karpîlivka, Mejîliska (reședința) și Osîka.

## Demografie
Componența lingvistică a comunei Mejîliska
     Ucraineană (92,55%)
     Română (4,71%)
     Rusă (2,75%)
Conform recensământului din 2001, majoritatea populației comunei Mejîliska era vorbitoare de ucraineană (92,55%), existând în minoritate și vorbitori de română (4,71%) și rusă (2,75%).